# Starotimoškino
Starotimoškino (in russo Старотимошкино?; in tataro: Зөябаш, Zöyabaş) è un insediamento di tipo urbano della Russia europea, situato nel rajon Baryšskij dell'oblast' di Ul'janovsk.
Si trova a sud-ovest di Ul'janovsk, 33 km a nord-est di Baryš (il centro distrettuale).